# Waterpolo Navarra
El Waterpolo Navarra es un club de waterpolo con sede en Pamplona (Navarra) España. Fundado a finales de 2006.

## Historia
El club nace en 2006 tras la desaparición de la sección de waterpolo en el club Larraina. David García fue su primer entrenador.
En 2007 ficha a Manel Silvestre como entrenador con el que consigue sus mayores logros deportivos: la temporada 2007-08 consiguió el ascenso a División de honor. Durante la temporada 2008-09 consigue por primera vez la clasificación para la copa del Rey en la que cae en cuartos frente al Club Natació Sabadell.
Entre los jugadores destacables que han jugado en las filas navarras están entre otros: Alberto Munarriz, James Stanton, Juraj Sakac, Sam Mac Gregor y Yuri Biart.

## Piscina
Disputa sus partidos en la Ciudad Deportiva Amaya.

## Presidente
Su presidente es Fernando Munárriz.

## Palmarés
- 2 Ligas Euskal Herria de waterpolo masculino (desde 1997)
- 1 Copa Euskal Herria de waterpolo masculino (2008) (Resultados desde 2008)